# Rowan Williams

Rowan Douglas Williams (Swansea (Wales), 14 juni 1950) is een Britse theoloog en dichter.
Hij was de 104e aartsbisschop van Canterbury, de geestelijk leider van de Anglicaanse Kerk van Engeland en van de Anglicaanse Gemeenschap, de wereldwijde anglicaanse kerkfamilie.

## Levensloop
Williams is geboren in een Welsh-talig gezin. Hij studeerde theologie in Cambridge en Oxford en behaalde zijn titel in 1975. In 1978 werd hij tot priester gewijd. Williams was universitair docent in achtereenvolgens Mirfield (Yorkshire) en Cambridge; in 1986 werd hij hoogleraar in Oxford. In 1991 werd hij bisschop van Monmouth en in 1999 werd hij aartsbisschop van Wales en daarmee hoofd van de Anglicaanse Kerk van Wales. In 2002 werd hij benoemd tot aartsbisschop van Canterbury, als opvolger van George Carey. Die functie aanvaardde hij tijdens een plechtigheid op 27 februari 2003.
Williams maakte op 16 maart 2012 bekend dat hij aan het einde van datzelfde jaar op emeritaat zou gaan. Op 31 december 2012 nam hij effectief afscheid van zijn functie als aartsbisschop van Canterbury. Hij werd opgevolgd door bisschop Justin Welby. Korte tijd daarna, op 18 januari 2013, werd Williams officieel aangesteld als "Master" van het St. Mary Magdalene College aan de universiteit van Cambridge.
Begin 2013 werd Rowan Williams voor het leven benoemd als lid van het House of Lords. Bovendien kreeg hij de titel 'Baron Williams of Oystermout in the City of County of Swansea'.
In 2014 ontving Williams een eredoctoraat van de Radboud Universiteit.

## Aartsbisschop van Canterbury
"De Anglicaanse Kerk krijgt nu eens een geestelijk leider die er ook uitziet als een geestelijk leider", merkte de Britse krant The Observer op in 2002. 
Toen Rowan Williams tot het hoogste ambt in zijn kerk werd geroepen, stond hij als theoloog en denker hoog aangeschreven; zijn helderheid en overtuigingskracht werden geroemd en hij leek zachtaardig maar niet bang. Tegelijk waren ook toen al delen van de evangelicale en behoudende vleugels van de Anglicaanse Kerk tegen hem, omdat hij homoseksuele relaties in de kerk - ook bij voorgangers - leek te accepteren.
Juist vanwege die kwestie dreigt Rowan Williams de geschiedenis in te gaan als de aartsbisschop van Canterbury die de leiding kreeg over een kerkscheuring, en die bij al zijn pogen om die te voorkomen ieders vertrouwen verloor - van 'orthodoxen' omdat hij geen heldere, Bijbelse lijnen trok en van 'progressieven' omdat hij hun strijd voor gelijke rechten voor homoseksuelen niet steunde. Het is de ernstigste crisis in de geschiedenis van de Anglicaanse Kerk, die sinds de reformatie nog geen breuk heeft beleefd.
De aartsbisschop van Canterbury is weliswaar geestelijk leider van de Anglicaanse Kerk in Engeland en wereldwijd, maar heeft geen enkele formele bevoegdheid om bijvoorbeeld bisschoppen te benoemen of bindende leeruitspraken te doen, zoals de paus in de Rooms-Katholieke Kerk.

## Persoonlijk
Rowan Williams is getrouwd; ook zijn vrouw is theoloog. Het echtpaar heeft twee kinderen, Rhiannon (1988) en Pip (1996).

## Geschriften (selectie)
- 100 jaar Mechelse gesprekken. Het begin van de anglicaans-katholieke dialoog, Halewijn, 2021[5]